# Seraphino Antao
Pour les articles homonymes, voir Antao.
Seraphino Antao (né le 30 octobre 1937 à Mombasa et mort le 6 septembre 2011 à Londres) est un athlète kényan, spécialiste des épreuves de sprint.

## Biographie

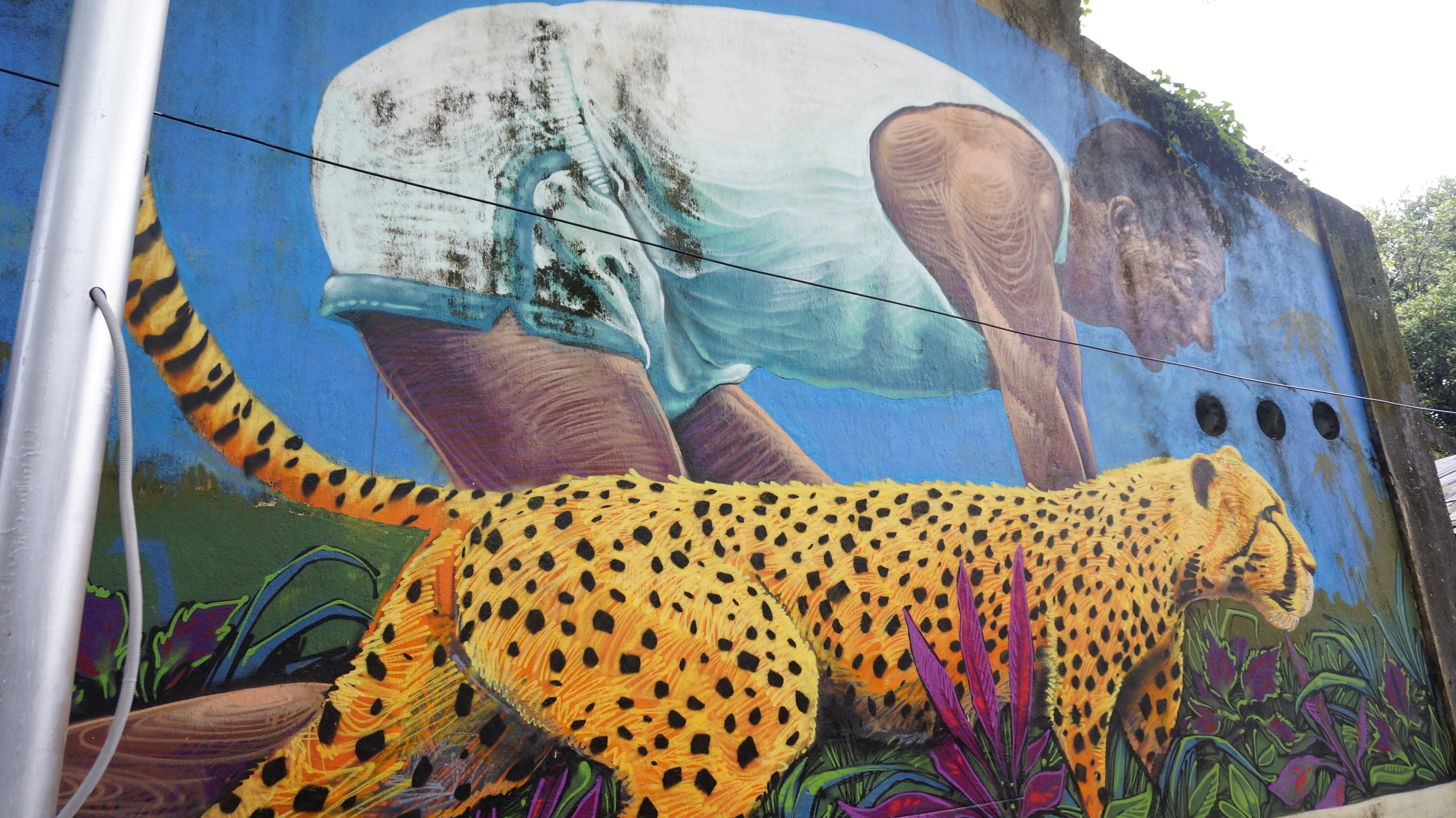

Seraphino Antao remporte les épreuves du 100 yards et du 220 yards lors des Jeux de l'Empire britannique et du Commonwealth de 1962, à Perth, devenant le premier athlète kényan à remporter une médaille d'or dans cette compétition. La même année, il remporte les titres du 100 yards et du 220 yards aux championnats du Royaume-Uni d'athlétisme.
Il participe aux Jeux olympiques de 1960 et 1964 sans parvenir à franchir le cap des séries sur 100 m, 200 m ou 110 m haies. Il est le porte-drapeau du Kenya lors de la cérémonie d'ouverture des Jeux olympiques d'été de 1964 à Tokyo.

## Palmarès
| Date | Compétition                                     | Lieu  | Résultat | Épreuve   | Marque  |
| ---- | ----------------------------------------------- | ----- | -------- | --------- | ------- |
| 1962 | Jeux de l'Empire britannique et du Commonwealth | Perth | 1er      | 100 yards | 9 s 50  |
| 1962 | Jeux de l'Empire britannique et du Commonwealth | Perth | 1er      | 220 yards | 21 s 28 |

## Records
| Épreuve | Performance | Lieu | Date |
| ------- | ----------- | ---- | ---- |
| 100 m   | 10 s 3      |      | 1961 |